# Affaire Stéphane Moitoiret
 (décembre 2018).
Stéphane Moitoiret, né le 22 juin 1969 à Creil (Oise), est un criminel français, auteur d'au moins un homicide : le meurtre de Valentin Crémault, 11 ans, dans la nuit du 28 au 29 juillet 2008 à Lagnieu.
Meurtrier atypique, il a parcouru toute la France, de 1987 à 2008, en compagnie de sa compagne, Noëlla Hégo, dans le but d'accomplir des missions imaginaires.
Au vu de son parcours à travers la France, les enquêteurs se demandent s'il n'est pas un tueur en série car deux autres meurtres, commis en 1995 et 2005, retiennent leur attention,,.

## Biographie
Stéphane Moitoiret est né le 22 juin 1969 à Creil dans l'Oise. Sa mère est Chantal Poiret. Il arrête ses études à 16 ans, en classe de cinquième. Il fait ensuite un stage de pâtisserie. En 1986, son père meurt d’une tumeur au cerveau qui lui provoquait des hallucinations.
Noëlla Hégo, née le 10 décembre 1959, est originaire de la région Nord-Pas-de-Calais. Sa mère se prénomme Jeanne. Noëlla est la cadette des 6 enfants de la fratrie. Jeune fille, elle était très soignée, sensible, intelligente. Elle obtient un diplôme de comptabilité, se marie, travaille à Caudry, puis avec son mari à l'hôpital Bichat, à Paris. Après son divorce, elle rencontre Stéphane Moitoiret, en 1987, dans un café à Pont-Sainte-Maxence.
Se disant en « mission divine », ils parcourent la France de ville en ville à pied, à vélo, ou à bord de leurs hélicoptères (sic) en vivant de mendicité pendant 20 ans sans se quitter.
En 1991, Noëlla accouche d'une fille, à Clary, Delia Gladys Delphine, qui est aussitôt placée.

## Les faits et l'enquête

### Enlèvement et meurtre
En août 2006 à Latillé dans la Vienne, Stéphane Moitoiret et Noëlla Hégo tentent d'enlever un garçon, prénommé Valentin, cinq ans, pendant la célébration d'un mariage. Une femme les en empêche. Ils reviennent quelques jours plus tard et proposent aux parents d'acheter Valentin. Une plainte est déposée auprès de la gendarmerie qui n'aura pas de suite. Ils justifieront cette tentative d'enlèvement en disant que Valentin était l'élu et que s'il ne venait pas avec eux, de grands malheurs s'abattraient sur le monde.
Dans la nuit du 28 au 29 juillet 2008, Stéphane Moitoiret poignarde Valentin Crémault, 11 ans, de 44 coups de couteau dans une rue à Lagnieu. Valentin était sorti se promener à vélo. Les enquêteurs pensent d'abord à un accident de la circulation, puis à une attaque de chien errant, avant que l'autopsie montre qu'il a été tué par arme blanche.
Le lendemain, les gendarmes découvrent la présence de nombreuses taches de sang dans les rues de Lagnieu sur plusieurs centaines de mètres à partir de l'endroit du crime ; elles semblent indiquer le chemin emprunté par l'auteur pour fuir la scène. Leur analyse va permettre d'isoler un ADN masculin non inscrit au FNAEG, ce qui laisse supposer que le criminel s'est blessé.
Les différents témoignages recueillis par les enquêteurs et l'exploitation du visionnage d'une caméra de surveillance située dans Lagnieu permettent l'établissement d'un portrait-robot d'un couple de marginaux, dont la diffusion rapide va porter ses fruits.

### Arrestation du couple et incarcérations
Le 3 août 2008, Moitoiret et Noëlla Hégo sont interpellés par les gendarmes au Cheylard en Ardèche,. Elle se présente comme étant « Sa Majesté », lui comme « Le Secrétaire ». Dès les premières auditions, les gendarmes comprennent qu'ils ont affaire à deux personnes complètement déconnectées de la réalité, tenant des propos confus, délirants et invraisemblables. Il est mis en examen pour « meurtre avec préméditation, assassinat sur mineur de quinze ans avec actes de barbarie », et Noëlla Hégo pour « non empêchement de la commission d'un crime, non dénonciation d'un crime, soustraction et dissimulation de preuve ». Ils sont placés en détention provisoire à la maison d’arrêt Saint-Paul.
Une reconstitution judiciaire est organisée le 5 juin 2009.
En juin 2011, la cour d'appel de Lyon décide d'un renvoi devant les assises de Noëlla Hégo et Stéphane Moitoiret. Pour les psychiatres, cette femme à l'intelligence supérieure est atteinte de « psychose de type paraphrénique » mais reste accessible à une sanction pénale. S’estimant « manipulé » et « victime d’un complot », Stéphane Moitoiret est lui  diagnostiqué « prépsychotique », « schizophrène paranoïde », « atteint de psychose dissociative chronique ». Les deux premiers psychiatres le disent « responsable », les quatre suivants « irresponsable », et les quatre derniers « responsable ».
Ces dissonances dans les expertises seront au cœur du procès, la bataille portant sur le discernement aboli contre le discernement altéré. En effet, de la réponse à cette question, dépendra « l'accessibilité pénale de Moitoiret » et donc son renvoi ou non devant les assises.
Une autre clé des débats est de savoir dans quelle mesure on peut considérer que Stéphane Moitoiret est sous l'emprise de Noëlla Hégo, d'une façon générale, mais surtout plus particulièrement lors de la nuit de la commission du crime : c'est elle qui a créé le concept de « retour en arrière » (c'est-à-dire tuer quelqu'un volontairement).

## Procès et condamnations
Le 5 décembre 2011, le procès de Stéphane Moitoiret et Noëlla Hego débute à la cour d'assises de l'Ain à Bourg-en-Bresse. L'avocat de Moitoiret plaide la folie de son client.
Le 15 décembre 2011, Stéphane Moitoiret est condamné à la réclusion criminelle à perpétuité assortie d'une peine de sûreté de 22 ans par la Cour d'Assises de l'Ain. Son ex-compagne, reconnue coupable de complicité, se voit infliger 18 années de réclusion. Concernant l'épisode de Latillé de l'été 2006, les deux accusés affirment d'abord qu'ils n'en ont pas de souvenir : elle prétend n'avoir traversé qu'une seule fois cette localité rapidement en voiture. Puis, après réflexion, elle va avancer une explication loufoque expliquant que Moitoiret voulait simplement faire traverser la route à l'enfant. En novembre 2013, en appel, la peine de Moitoiret est réduite à 30 ans de réclusion criminelle, assortie d'une peine de sûreté de 20 ans, par la Cour d'Assises du Rhône. Noëlla Hégo, acquittée du chef de complicité d'assassinat, est condamnée à cinq ans de prison pour la tentative d'enlèvement de l'enfant de Latillé,,,,,.

## Soupçons dans d'autres affaires

### Affaire Jessica
En novembre 1995, Jessica, une personne trans, est retrouvée morte, à Rillieux-la-Pape (Rhône), massacrée à coups de couteau au niveau du thorax. L'hypothèse du vol semble peu crédible car le sac à main de la victime, contenant son argent, est retrouvé à proximité du cadavre.
En 2008, Moitoiret est soupçonné du meurtre car il se trouvait dans la région, mais rien n'a cependant permis d'établir sa culpabilité.

### Affaire Marine Boisseranc
Le 11 octobre 2005, Marine Boisseranc, étudiante de 20 ans est poignardée de douze coups de couteau chez ses parents, à Chazay-d'Azergues, à une quinzaine de kilomètres au nord-ouest de Lyon. D'abord soupçonné, en 2008, Moitoiret est placé en garde à vue, le 29 mai 2009, mais celle-ci est levée pour manque de preuves. L'enquête n'a pas permis d'élucider ce meurtre.
En décembre 2020, un témoignage est publié dans le quotidien régional Le Progrès : un témoin indique avoir croisé le couple Stéphane Moitoiret / Noëlla Hego, le 11 octobre 2005, à 400 mètres à vol d’oiseau de la maison des Boisseranc. Quelques jours plus tard, un deuxième témoin se manifeste et confirme avoir croisé le couple Moitoiret à Morancé, village voisin de Chazay-d'Azergues, le matin du meurtre. Ces deux témoignages incitent les enquêteurs à s'intéresser à la potentielle implication du couple Moitoiret dans la commission de ce crime. En mars 2021, un appel à témoins est diffusé par la direction centrale de la police judiciaire afin de retrouver d'autres témoins qui auraient pu apercevoir le couple à cette époque.

### Articles de presse
- « Affaire Valentin: le couple recherché interpellé » Article publié le 3 août 2008 dans Libération.
- « Affaire du petit Valentin : expertise psychologique de Moitoiret » Article de Julien Veyre publié le 18 octobre 2008 dans Voix de l'Ain.
- « Mort du petit Valentin: nouvelle expertise pour l'assassin présumé » Article publié le 20 mai 2011 dans Libération.
- « Les psys divisés face aux "routards du crime" » Article publié le 26 juin 2011 dans Le Journal du dimanche.
- « Procès des meurtriers de Valentin : la santé mentale de Moitoiret en question » Article publié le 5 décembre 2011 dans Libération.
- « Meurtre de Valentin : la démence en question » Article de Patricia Tourancheau publié le 5 décembre 2011 dans Libération.
- « Procès du meurtre de Valentin : Stéphane Moitoiret "était possédé" » Article publié le 6 décembre 2011 dans Le Nouvel observateur.
- « Bourg-en-Bresse. Meurtre du petit Valentin, le procès des routards du crime » Article publié le 6 décembre 2011 dans La Dépêche du Midi.
- « Meurtre du petit Valentin : Noëlla Hégo, originaire du Cambrésis, devant les assises de l'Ain » Article publié le 7 décembre 2011 dans La Voix du Nord.
- « Assassinat de Valentin : trente ans requis contre Moitoiret » Article publié le 14 décembre 2011 dans Le Monde.
- « Assassinat de Valentin : Stéphane Moitoiret condamné à la perpétuité » Article publié le 15 décembre 2011 dans Libération.
- « Ain. Meurtre de Valentin : perpétuité pour Moitoiret » Article publié le 16 décembre 2011 dans La Dépêche du Midi.
- « Perpétuité pour le meurtrier de Valentin » Article de Patricia Tourancheau publié le 16 décembre 2011 dans Libération.
- « Procès Valentin : Stéphane Moitoiret et sa compagne rejugés à Lyon » Article de Stéphane Durand-Souffland publié le 11 novembre 2013 dans Le Figaro.
- « 30 ans de réclusion pour l'agresseur d'un enfant charentais » Article publié le 11 novembre 2013 dans Charente libre.
- « Meurtre du petit Valentin: Stéphane Moitoiret est sorti du silence » Article de Caroline Girardon publié le 12 novembre 2013 dans 20 minutes.
- « La responsabilité pénale au cœur du procès Moitoiret » Article de Mehdi Fikri publié le 12 novembre 2013 dans L'Humanité.
- « Un second procès “fou” pour Stéphane Moitoiret » Article de Gilles Debernardi publié le 12 novembre 2013 dans Le Dauphiné libéré.
- « Moitoiret à la mère de Valentin: "je suis touché par votre chagrin" » Article publié le 13 novembre 2013 dans La Voix du Nord.
- « Procès Valentin : les "obligations divines" de l'accusé » Article publié le 13 novembre 2013 dans Le Nouvel observateur.
- « Procès Moitoiret : le rôle de l'ex-compagne, Noëlla Hégo » Article de Stéphane Durand-Souffland publié le 14 novembre 2013 dans Le Figaro.
- « Pour Noëlla Hégo, le petit Valentin a été tué par "jalousie" et "colère" » Article publié le 15 novembre 2013 dans Le Progrès.
- « Assassinat de Valentin: 30 ans de réclusion requis contre Stéphane Moitoiret » Article publié le 21 novembre 2013 dans L'Express.
- « Verdict attendu dans le procès en appel du meurtre de Valentin » Article publié le 22 novembre 2013 dans Libération.
- « Affaire Moitoiret: des experts psychiatres au banc des accusés », sur slate.fr, 14 décembre 2013 (consulté le 22 novembre 2015).

### Documentaires télévisés
- « Le crime fou de Stéphane Moitoiret » présenté par Frédérique Lantieri dans Faites entrer l'accusé sur France 2[24]. diffusé le 13 mars 2016.
- « Valentin, 10 ans, victime d'un couple mystique » diffusé sur C8 dans l'émission Présumé innocent.
- « Affaire Moitoiret, errance macabre » dans Au bout de l'enquête, la fin du crime parfait ? diffusé le 25 mars 2023 sur France 2.

### Émissions radiophoniques
- « Meurtre de Valentin, la folie en question » le 8 novembre 2013 dans L'Heure du crime de Jacques Pradel sur RTL.
- « Stéphane Moitoiret, un fou en prison ? » le 26 mars 2018 dans Hondelatte Raconte de Christophe Hondelatte sur Europe 1.
- Fabrice Drouelle, « Mission divine », émission de 53 min [], sur France Inter, Affaires sensibles, 15 novembre 2021 (consulté le 17 novembre 2021).